# Герасимов, Матвей Андреевич
Матве́й Андре́евич Гера́симов (1779—1831) — кольский мещанин, русский мореход, известный своим подвигом освобождения из английского плена в 1810 году, во время Англо-русской войны, за который он стал одним из первых гражданских лиц, награждённых Знаком отличия Военного ордена.

## Биография
Матвей Герасимов родился в 1779 году в городе Коле Архангелогородской губернии. Отец его, 2-й гильдии купец, вёл торговлю с Норвегией, но благодаря разным случайностям в продолжение 16 лет постепенно лишился всего своего состояния.
Герасимов вынужден был пойти служить шкипером на чужих коммерческих судах. В 1810 году архангельская фирма Алексея Попова и сыновей заключила контракт с датским министерством «на поставку 55000 четвертей ржи», которая и была отправлена на 55 судах; вверенный управлению Герасимова корабль «Евплус 2-й» отправился из Архангельска в июле 1810 года. 19 августа, не доходя Нордкапа, корабль наткнулся на английский бриг, который и завладел кораблём и повёл его на буксире. Бессильный сопротивляться, Герасимов сделал вид, что покорился врагу, и ожидал удобного момента для освобождения. Своим спокойным и безразличным видом он настолько сумел обмануть бдительность англичан, что они почти совершенно уничтожили надзор над пленным «Евплусом». 23 августа, во время сильной бури, неприятельский бриг был отнесён на далёкое расстояние от «Евплуса», и Герасимов решил воспользоваться удобным случаем, чтобы спастись из плена. Ночью, когда англичане, бывшие на «Евплусе», спали в каюте трюма, Герасимов заколотил её с помощью экипажа и убил трёх британских матросов, находившихся на палубе, в том числе и рулевого, после чего направился к берегам Норвегии. Прибыв в норвежский город Вардё 6 сентября, Герасимов сдал коменданту крепости Вардёхюс пленных англичан, а сам возвратился на «Евплусе» в родной порт.
Российский император Александр I, узнав о подвиге Герасимова, повелел 27 декабря 1810 года наградить его Знаком отличия Военного ордена.
После 1810 года Матвей Андреевич Герасимов служил поверенным по кольскому питейному откупу, а потом исполнял торговые поручения разных архангельских купцов.
В 1823 году он ходил в звании лоцмана на бриге Беломорской флотилии «Новая Земля» под командой графа Фёдора Петровича Литке на Новую Землю и Мурманский берег и по представлению Литке был награждён золотой медалью, с надписью «за усердие», на Анненской ленте для ношения на шее.
В 1831 году он отправился по комиссионному делу одного архангельского купца в Санкт-Петербург. Здесь он, простудившись, сильно заболел и 8 февраля Матвей Андреевич Герасимов скончался. Похоронен на Георгиевском кладбище в Большой Охте.

## Память
Подвиг Герасимова был несколько раз описан в литературе. Бестужев-Марлинский избрал его сюжетом для своей повести: «Мореход Никитин», которая в 1835—1836 гг. была напечатана в журнале «Библиотека для чтения».
Также подвиг Матвея Герасимова и его команды описан в повести мурманского писателя Игоря Чеснокова «Мореход Герасимов» и, с некоторыми неточностями, в «романе-расследовании» В. П. Точинова «Остров без сокровищ».
В честь М. А. Герасимова назван залив (Баренцево море, Новая Земля) — нанесён на карту П. К. Пахтусовым в 1833 году.